# 程渭山
程渭山（1954年1月—），男，汉族，浙江开化人，中华人民共和国政治人物，曾任浙江省人大常委会副主任、党组副书记。